# Palermo, Kalifornien
Palermo är en ort (CDP) i Butte County, i delstaten Kalifornien, USA. Enligt United States Census Bureau har orten en folkmängd på 5 382 invånare (2010) och en landarea på 75,5 km².